# Елізабет Гегберг
Елізабет Гегберг (швед. Elisabeth Högberg нар. 7 листопада 1982, Євле, Швеція) — шведська біатлоністка, учасниця чемпіонатів світу з біатлону, переможниця та призерка етапів кубка світу з біатлону у складі естафетної збірної.

## Виступи на Олімпійських іграх
| Рік  | Місце проведення | Інд | Спр | Пр | МС | Ест |
| 2010 | Ванкувер         | 77  |     |    |    | 5   |

## Виступи на чемпіонатах світу
| Рік  | Місце проведення     | Інд | Спр | Пр | МС | Ест | ЗМ |
| 2008 | Естерсунд            | 36  |     |    |    | 8   |    |
| 2009 | Пхьончхан            |     | 91  |    |    |     |    |
| 2012 | Рупольдінг           | 73  |     |    |    |     |    |
| 2013 | Нове Место-на-Мораві | 21  | 44  | 56 |    | 15  | 14 |

## Кар'єра в Кубку світу
- Дебют в кубку світу — 29 листопада 2007 року в індивідуальній гонці в Контіолахті — 42 місце.
- Перше попадання в залікову зону — 14 лютого 2008 року в індивідуальній гонці в Естерсунд — 36 місце.
- Перший подіум — 9 грудня 2007 року в естафеті в Гохфільцені — 3 місце.
- Перша перемога — 15 січня 2009 року в естафеті в Рупольдінгу — 1 місце.

## Загальний залік в Кубку світу
- 2009-2010 — 89-е місце (13 очок)
- 2010-2011 — 70-е місце (35 очок)
- 2011-2012 — 76-е місце (20 очок)
- 2012-2013 — 68-е місце (42 очки)

## Статистика стрільби
| № п/п | Сезон     | Загальна        | Індивідуальна гонка | Спринт        | Гонка переслідування | Мас-старт  | Естафета      |
| ----- | --------- | --------------- | ------------------- | ------------- | -------------------- | ---------- | ------------- |
| 1     | 2007-2008 | 88,0% (176/200) | 90,0% (36/40)       | 81,4% (57/70) | 88,3% (53/60)        | 0,0% (0/0) | 99,9% (30/30) |
| 2     | 2008-2009 | 85,6% (172/201) | 85,0% (51/60)       | 83,3% (75/90) | 90,0% (36/40)        | 0,0% (0/0) | 90,9% (10/11) |
| 3     | 2009-2010 | 88,0% (206/234) | 86,7% (52/60)       | 88,6% (62/70) | 86,7% (52/60)        | 0,0% (0/0) | 90,9% (40/44) |
| 4     | 2010-2011 | 82,5% (175/212) | 82,5% (33/40)       | 87,5% (70/80) | 77,5% (62/80)        | 0,0% (0/0) | 83,3% (10/12) |
| 5     | 2011-2012 | 82,3% (144/175) | 80,0% (48/60)       | 80,0% (48/60) | 90,0% (18/20)        | 0,0% (0/0) | 85,7% (30/35) |
| 6     | 2012-2013 | 86,5% (224/259) | 88,3% (53/60)       | 86,3% (69/80) | 80,0% (32/40)        | 0,0% (0/0) | 88,6% (70/79) |